# Парогенераторне устаткування свердловин
Парогенераторне устаткування свердловин — устаткування, призначене для внутрішньосвердловинного видалення парафінових відкладів у насосно-компресорних трубах шляхом пропомповування через них водяної пари, а також для видалення відкладів парафіну із нафтопроводів.

## Приклад реалізації
Пересувне устатковання типу ППУА-1200/100 змонтовано на шасі автомобіля високої прохідності, має продуктивність 1200 кг/год пари за робочого тиску до 10 МПа і температури до 310 °С, місткість цистерни для води становить 4,2 м3.